# Hoya parvifolia
Hoya parvifolia ist eine Pflanzenart der Gattung der Wachsblumen (Hoya) aus der Unterfamilie der Seidenpflanzengewächse (Asclepiadoideae).

## Merkmale
Hoya parvifolia ist eine epiphytische, kletternde Pflanze mit windenden, fadenförmigen, wenig verzweigten Trieben. Die Triebe sind dünn, spärlich beblättert und dicht mit kurzen rauen Haaren besetzt. Die Triebe haben Haftwurzeln, mit denen sich die Pflanze an den Untergrund festheftet. Die Blätter sind kurz gestielt, die Blattstiele sind 3 mm lang und rauhaarig. Die dicht kurz rauhaarigen Blattspreiten sind länglich bis länglich-elliptisch, 1,2 bis 1,7 cm lang und 0,8 bis 1 cm breit. Blattbasis und -apex sind stumpf.
Der doldenförmige Blütenstand enthält 15 bis 20 Blüten. Der Blütenstandsstiel ist 4 bis 5 cm lang, dünn und rauhaarig. Die kahlen Blütenstiele sind 0,7 bis 1,2 cm lang. Die Kelchblätter sind eiförmig, 2 mm lang und enden stumpf. Sie sind zurückgebogen, die Ränder sind mit winzigen Härchen besetzt, ansonsten sie sie außen kahl. Die blassgelbe Blütenkrone hat einen Durchmesser von 7 mm. Die Kronblattzipfel sind eiförmig, spitz zulaufend mit zurück gebogenen Spitzen. Sie sind innen dicht rauhaarig, außen kahl. Die staminale Nebenkrone erreicht fast den Durchmesser der Blütenkrone. Der äußere Fortsatz ist elliptisch, der innere Fortsatz aufsteigend, lang zugespitzt und median eingesenkt. Die Staubbeutel sind trapezförmig, der durchsichtige Staubbeutelfortsatz dreieckig. Die Pollinien sind länglich, am Apex abgeschrägt. An der Basis ist außen ein hornförmiger Fortsatz. Die Caudiculae sind sehr klein bzw. kurz. Das Corpusculum ist elliptisch und ungefähr 5 mal kürzer als die Pollinien.

## Ähnliche Art
Die Blütenfarbe und -form ähnelt Hoya lacunosa. Die vegetativen Teile sind aber mehr einer Art der Gattung Dischidia ähnlich.

## Geographische Verbreitung und Habitat
Die Art ist bisher nur von der Typlokalität nahe Danua Kotta im Indagiri District, Sumatra, Indonesien bekannt. Sie wächst dort auf Bäumen. Rudolf Schlechter fand sie dort blühend im Juni 1901.

## Taxonomie
Das Taxon Hoya parvifolia wurde 1908 von Rudolf Schlechter beschrieben. Der Holotypus wird im Herbarium des Botanischen Garten in Berlin aufbewahrt (Schlechter 13307). Plants of the World online akzeptiert Hoya parvifolia als gültiges Taxon.